# Oxbergstjärnen, Lappland
Oxbergstjärnen är en sjö i Vilhelmina kommun i Lappland och ingår i Öreälvens huvudavrinningsområde. Oxbergstjärnen ligger i Arasjö Natura 2000-område.